# Ratpenat d'orelles rodones del Brasil
El ratpenat d'orelles rodones del Brasil (Lophostoma brasiliense) és una espècie de ratpenat que es troba a Sud-amèrica i Centreamèrica.